# Енді Хачатурян
Андранік «Енді» Хачатурян (англ. Ontronik «Andy» Khachaturian, вірм. Անդրանիկ (Անդի) Խաչատրյան) — американський співак, барабанщик, DJ, прюдюсер вірменського походження.

## Біографія
Народився в Ірані, в місті Тегеран в сім'ї вірмен. Одразу після Ісламської революції переїхав до Лос-Анджелесу, США.
Познайомився з Дароном Малакяном і Сержом Танкяном (майбутніми співзасновниками System of a Down) в старшій школі, в 1994 році. З ними він записав 4 демо-альбоми. В 1997 році через травму руки покинув групу.
Після став солістом проєкту «The Apex Theory», але в 2002 році через творчі конфлікти Енді прийшлось його залишити.
Зараз працює під ніком «OnTronik».

## Дискографія
- System of a Down
  - 1994: Untitled Demo Tape
  - 1995: Demo Tape 1
  - 1996: Demo Tape 2
  - 1996: Demo Tape 3
- The Apex Theory
  - 2000: Extendemo
  - 2001: The Apex Theory (EP)
  - 2002: Topsy-Turvy
- VoKee
  - 2005: Pre-Motional Songs (EP)
  - 2006: Riding the Walls (EP)
  - 2007: Spoke in Tongue (EP)